# Tituba
 (décembre 2021).
Si vous disposez d'ouvrages ou d'articles de référence ou si vous connaissez des sites web de qualité traitant du thème abordé ici, merci de compléter l'article en donnant les références utiles à sa vérifiabilité et en les liant à la section « Notes et références ».

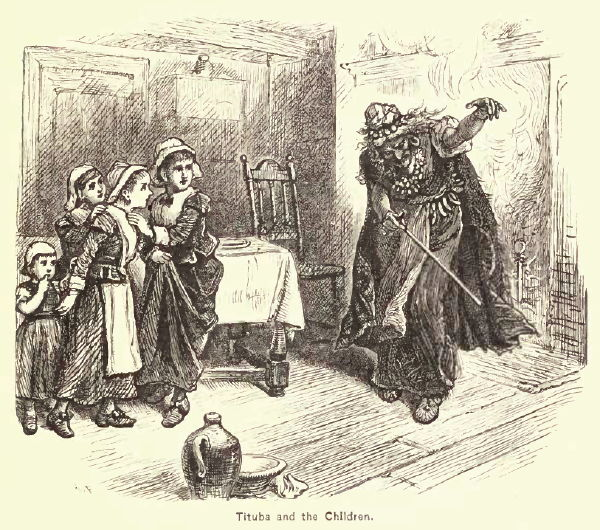
Tituba, représentée par Alfred Fredericks, dessinateur du XIXe siècle, dans A Popular History of the United States de W. C. Bryant.

Tituba était une esclave du révérend Samuel Parris, qui joua un rôle très important dans l'affaire des sorcières de Salem, étant l'une des premières accusées.
Elle était une esclave indigène. Capturée en Amérique du Sud alors qu'elle était enfant, elle fut emmenée à la Barbade et vendue comme esclave. Elle avait entre 12 et 17 ans lorsqu'elle entra au service de Samuel Parris.
Parris s'installa à Boston avec l'aide de Tituba et aux côtés d'un esclave amérindien nommé John. Tituba et John se marièrent en 1689, peu de temps avant que la famille ne s'installe à Salem Village.
Tituba se plaça elle-même dans une situation très difficile en préparant un witchcake dont elle nourrit un chien, croyant que le chien révèlerait alors l'identité de celui qui avait jeté un sort à Betty Parris. Parris devint fou de rage en apprenant l'histoire du witchcake. Lorsque les jeunes filles désignèrent Tituba comme sorcière, Parris la battit jusqu'à ce qu'elle se confesse.
En avouant très tôt et en accusant d'autres personnes, Tituba évita la pendaison et fut incarcérée. Lorsque l'affaire des sorcières fut terminée, Tituba rétracta sa confession. Le révérend Parris en fut si enragé qu'il refusa de payer les frais de détention pour permettre la libération de la jeune femme. Elle passa donc quelques mois supplémentaires en prison jusqu'à ce qu'un inconnu, un tisserand de Boston, l'achète pour être à son service.

## Dans la fiction
Dans le roman Moi, Tituba sorcière… noire de Salem publié en 1986 par Maryse Condé, il s'agit de l'histoire d'une jeune esclave qui s'appelle Tituba. L'histoire commence au XVIIe siècle, à la Barbade, l'une des petites Antilles anglaises.
Tituba est née du viol de sa mère Abena par un marin anglais à bord d'un bateau négrier. Tituba est, dès ses premiers instants, une enfant de la douleur, car sa mère Abena lui porte peu d'affection ; elle trouve cependant chaleur et réconfort auprès de Yao, l'amant d'Abena. Après avoir blessé le maître blanc qui tentait de la forcer, Abena est pendue devant les yeux de sa fille. À cause de la mort de sa femme, Yao se suicide. Tituba est alors recueillie par Man Yaya, une vieille femme qui l'initie aux secrets de la guérison par les plantes et lui apprend à entrer en communication avec les morts. Après la mort de Man Yaya, Tituba se construit une case dans les bois, à l'écart des habitations.
Un jour, elle rencontre John Indien, esclave de Susanna Endicott. Par amour pour cet homme, Tituba quitte sa vie libre pour entrer au service de la maîtresse de John Indien. Les humiliations qu'elle subit dans sa nouvelle position et la menace que fait peser sur elle le fait qu'elle a été élevée par une « sorcière » l'inclinent à donner la mort à Susanna Endicott, mais l'esprit de Man Yaya lui déconseille d'adopter le système de violence des Blancs. Néanmoins, Susanna Endicott reçoit une maladie très grave. Finalement, Susanna Endicott se voit forcée de vendre le couple à un nouveau maître, le très puritain Samuel Parris. Celui-ci part aux États-Unis en amenant John Indien et une Tituba résignée à l'esclavage par amour.
Après avoir passé un peu de temps à Boston, la famille de Samuel Parris part à cause des problèmes financiers pour la ville de Salem. Un triste sort attend la jeune femme à Salem, où le révérend Parris a été nommé. À la suite de crises d'hystérie que sa présence semble déclencher auprès de Betty, la fille de Parris, et de sa cousine Abigail, Tituba est accusée de sorcellerie et jetée en prison. Par la suite, elle fait la connaissance d'une jeune femme détenue pour adultère, Hester, qui lui conseille de confesser être une sorcière lors de son interrogatoire devant le tribunal. Cet aveu lui permet d'échapper à la mort. Après un long séjour en prison, elle sera rachetée par un commerçant juif. Tituba se sent bien chez Benjamin Cohen d'Azevedo, car celui-ci la traite d'une manière respectueuse. Malheureusement, les habitants de la petite ville n'acceptent pas l'amitié entre Tituba et le juif et une nuit, la maison de Benjamin brûle. Malheureusement, il est déjà trop tard pour les neuf enfants du juif et ils meurent dans le feu. À cause des persécutions qui s'abattent sur sa communauté, Benjamin décide de s'en aller à Rhode Island. En conséquence, il rend la liberté à Tituba qui décide de retourner dans son pays natal, la Barbade.
De retour dans son île, elle est accueillie par les marrons, un groupe d'esclaves qui se cachent dans les montagnes. Cependant elle se détache de ce groupe dont elle ne partage pas les buts et la façon de vivre. Elle retourne dans la forêt pour y restaurer son ancienne cabane. Un jour, des esclaves conduisent auprès d'elle un jeune homme qu'on a cruellement flagellé. Guéri, le jeune Iphigène devient l'amant de Tituba. Puis, Iphigène est accusé d'avoir fomenté une révolte. Par la suite, il est exécuté et Tituba pendue pour ce crime. Elle rejoint alors le monde des Invisibles et entreprend la dure tâche d'aider les esclaves dans l'avenir.